# Bo Vesterdorf
Bo Vesterdorf (1945) was vanaf 4 maart 1998 president van het Europese Gerecht van eerste aanleg. In 1998 volgde hij de Italiaan Antonio Saggio op en in 2007 werd hij opgevolgd door de Luxemburger Marc Jaeger.